# 灰里白
灰里白（学名：Hicriopteris reflexa）为里白科里白属下的一个种。